# 1210年
| 千纪： | 2千纪 |
| 世纪： | 12世纪 \| 13世纪 \| 14世纪 |
| 年代： | 1180年代 \| 1190年代 \| 1200年代 \| 1210年代 \| 1220年代 \| 1230年代 \| 1240年代                                                     |
| 年份： | 1205年 \| 1206年 \| 1207年 \| 1208年 \| 1209年 \| 1210年 \| 1211年 \| 1212年 \| 1213年 \| 1214年 \| 1215年                           |
| 纪年： | 庚午年（马年）；西夏皇建元年；大理天开六年；金大安二年；蒙古太祖五年；西辽天喜三十三年；南宋嘉定三年；越南治平龍應六年；日本承元四年 |

## 大事记
- 中國
  - 夏襄宗李安全改年號皇建。
  - 成吉思汗發動蒙古第三次征夏，由兀剌海关口入河西。夏襄宗李安全遣太子李承禎祯为主将，戰敗而逃，其大將高逸被俘後被殺。
- 中亞
  - 花剌子模王朝公開宣布脫離西遼的控制。
  - 葛邏祿歸順蒙古帝國。
  - 耶律直魯古派軍鎮壓西喀喇汗國的叛亂，攻下了撒馬爾罕，此時屈出律在東部叛亂，耶律直魯古將軍隊撤回東方，花剌子模會同西喀喇汗國向西遼推進，在怛羅斯擊敗西遼軍。
  - 西遼敗退的士兵返回首都虎思斡耳朵，當地居民拒絕他們入城，統帥在勸降無果的情況下下令攻城，入城發生西遼軍隊燒殺搶掠虎思斡耳朵事件。
- 日本
  - 11月25日——土御門天皇退位。順德天皇登基。
- 歐洲
  - 盧貝克和漢堡同意在某些事務中使用共同的民法和刑法，並彼此在本城中保護對方的商人，可視為漢薩同盟的肇端。

## 出生
- 2月13日——孛儿只斤家族长子出生（1221年失踪）

## 逝世
- 1月26日——陆游，宋朝词人（1125年出生，85岁）
- 庫特布丁·艾伊拜克，印度德里蘇丹國奴隸王朝第一位蘇丹。